# Francis Thompson (arquitecto)
Francis Thompson (25 de julio de 1808 - 23 de abril de 1895) fue un arquitecto británico especializado en edificaciones vinculadas al ferrocarril, campo en el que colaboró con el ingeniero Robert Stephenson en obras tan singulares como el puente tubular de Conwy, el célebre puente Britannia o la Estación de Chester.

## Primeros años
Thompson nació en Woodbridge en Suffolk, Inglaterra. Era el segundo de los siete hijos de George Thompson (constructor y agrimensor del condado de Suffolk) y de su esposa Elizabeth Miles. La familia procedía de una estirpe de granjeros originarios del pueblo cercano de Bredfield. El abuelo de Francis, Jacob, también era constructor y dos de sus tíos eran arquitectos. Thompson asistió a la Escuela de Woodbridge, y sus antecedentes familiares influyeron en su interés por la arquitectura.
Se casó con Anna Maria Watson el 17 de mayo de 1830 en la iglesia de Woodbridge. La pareja pronto emigró a Montreal en la entonces Norteamérica británica (posteriormente Quebec, Canadá). Su hijo, Francis Jacob, nació al año siguiente. Anna murió de cólera en 1832 como resultado de la segunda epidemia, un brote global que mató a 4000 personas en Montreal. Thompson diseñó varias casas, edificios comerciales, tribunales y una iglesia. En 1832, trabajó con John Wells (otro emigrante inglés) para construir el St. Anne's Market, un edificio que sería utilizado temporalmente como el parlamento de Canadá anterior a la confederación. Thompson regresó a Inglaterra en 1837 debido a la creciente tensión que se estaba generando entre los colonos franceses y los británicos.

## Trabajo ferroviario

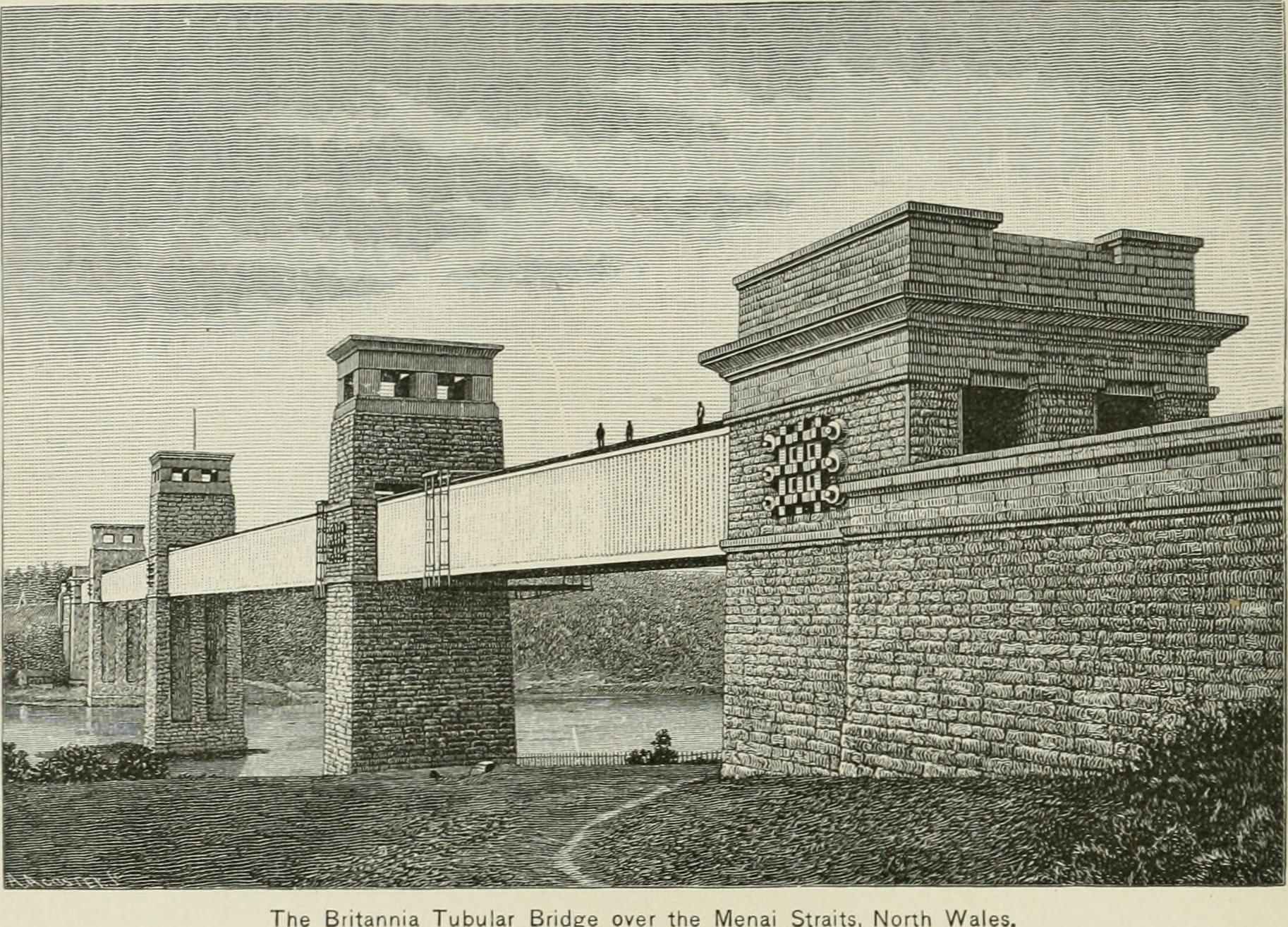
El puente Britannia, con sus colosales torres de mampostería

Aunque a primera vista Thompson era joven e inexperto, Robert Stephenson, el ingeniero del Ferrocarril Midland del Norte (NMR), lo contrató en febrero de 1839 para ser el arquitecto de la compañía ferroviaria, que estaba en las primeras etapas de construcción de su línea de 72 millas (115,9 km) desde el norte de Derby hasta Leeds. Diseñó muchos edificios aclamados públicamente, incluidas varias estaciones de tren y almacenes. En Derby, diseñó un poblado ferroviario adjudicado por concurso, con la Estación de Derby (inaugurada en 1840) que servía de punto de encuentro de tres compañías ferroviarias. La estación tenía una cubierta acristalada de tres bahías y una fachada de ladrillo rojo de dos pisos en estilo italiano, descrita como "la primera estación realmente grande". Thompson también fue responsable de un grupo de edificios alrededor de la estación, incluida una rotonda para las locomotoras, casas adosadas para los trabajadores, y el Hotel Midland, que se encuentra entre sus obras conservadas más representativas. El grupo fue el primer complejo completo de edificios ferroviarios del mundo. La estación fue remodelada varias veces y reconstruida casi por completo en la década de 1980. Thompson diseñó 13 estaciones para el Ferrocarril Midland del Norte, incluidas la de Belper y la de Eckington (ambas reconstruidas), Ambergate (donde se conserva el edificio original de Thompson, aunque ha sido reemplazado por edificios más nuevos). La estación de Wingfield, en el norte de Derbyshire, es el único edificio entre todas las estaciones de Thompson que se ha conservado en gran medida tal como se construyó y es un monumento catalogado de grado II*. Notable por su crítica de la naturaleza extravagante de la arquitectura ferroviaria de la época, Whishaw, sin embargo, elogió las obras de Thompson en Derby, escribiendo:

Los techos admirablemente elaborados y elegantes, las espaciosas plataformas, y la gran longitud de toda la construcción que se extiende a más de mil pies. Todo se une para convertirla en la estructura más completa de su tipo en el Reino Unido o quizás en el mundo.

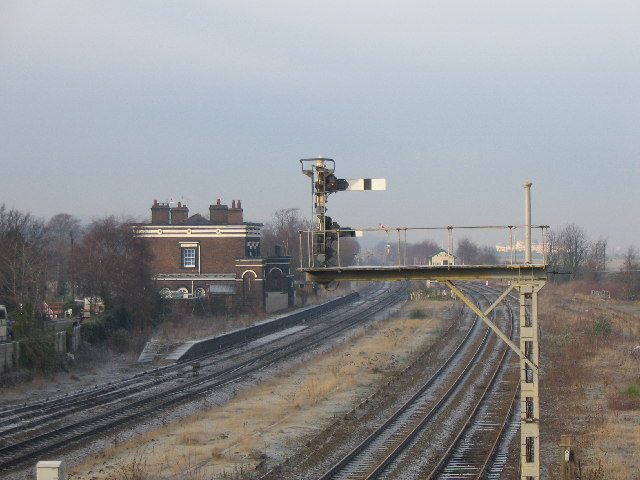
Estación de Holywell Junction, un edificio de estilo italianizante catalogado

Thompson y Stephenson continuaron trabajando juntos en el Ferrocarril de Chester y Holyhead, para el que Thompson diseñó los elementos arquitectónicos del Puente Britannia sobre el Estrecho de Menai, así como la Estación de Chester de estilo italiano, cuya fachada se parece mucho a la estación original en Derby. El puente fue destruido en gran parte por un incendio en 1970, aunque el trabajo de mampostería de Thompson se incorporó a la estructura reconstruida. Entre sus otros trabajos en la línea se encuentran las estaciones de Holywell Junction, Flint y Mostyn (ahora en desuso), la de Conwy y la de Bangor. Thompson también fue el arquitecto del puente ferroviario de Conwy, incluida la construcción de torres almenadas para que coincidieran con el cercano castillo de Conwy del siglo XIII. Tanto en el puente de Conwy como en el Britannia se utilizó el novedoso diseño tubular ideado por Stephenson. La estación de Cambridge, junto con la de Great Chesterford]] y la Terminal de Audley para el Ferrocarril de los Condados del Este, se atribuyeron inicialmente a Sancton Wood, pero ahora se cree que fueron obra de Thompson.

## Canadá otra vez
Thompson se volvió a casar en 1840. Su segunda esposa, Elizabeth, murió en 1852 y el 30 de junio de 1853 se casó con Mary Ann Groves, de Wareham (Dorset). La pareja navegó hacia Canadá y Thompson comenzó a trabajar en el Ferrocarril Grand Trunk y en el Ferrocarril St. Lawrence y Atlántico. Diseñó la Estación Unión en Portland (Maine), que se afirmó que era la estación más grande de Estados Unidos cuando se inauguró en 1855. También diseñó la mampostería para el puente Victoria en Montreal, otra estructura tubular diseñada por Stephenson, así como muchas otras estaciones y talleres ferroviarios.
Los Thompson regresaron a Londres en abril de 1859. En 1866, se retiró a una casa que construyó en Hastings (Sussex), antes de mudarse finalmente a su hogar en Bredfield (Suffolk), donde murió el 23 de abril de 1895. Fue enterrado en el cementerio local. Aunque había recibido buenos salarios durante su carrera, durante su jubilación dilapidó sus ahorros, y murió en la pobreza sin dejar testamento.